# Liste der Monuments historiques in Longvic
Die Liste der Monuments historiques in Longvic führt die Monuments historiques in der französischen Gemeinde Longvic auf.

## Liste der Immobilien
| Bezeichnung        | Beschreibung                                                                                     | Standort                     | Kennzeichnung | Schutzstatus | Datum | Bild           |
| ------------------ | ------------------------------------------------------------------------------------------------ | ---------------------------- | ------------- | ------------ | ----- | -------------- |
| Fort de Beauregard | auch Fort Fauconnet; Befestigung des Système Séré de Rivières, 1877 angelegt; teilweise zu Fénay | südwestlich des Ortes (Lage) | PA21000039    | Inscrit      | 2006  | weitere Bilder |

## Liste der Objekte
| Bezeichnung         | Beschreibung                                                     | Standort                       | Kennzeichnung | Schutzstatus | Datum | Bild |
| ------------------- | ---------------------------------------------------------------- | ------------------------------ | ------------- | ------------ | ----- | ---- |
| Kanzel              | Holz, zweite Hälfte des 17. Jahrhunderts, von Jean Dubois (?)    | in der Kirche St-Pierre (Lage) | PM21001381    | Classé       | 1928  |      |
| Skulptur Petrus (1) | Aufsatz eines Prozessionsstabs; Holz, vergoldet, 17. Jahrhundert | in der Kirche St-Pierre (Lage) | PM21001382    | Classé       | 1928  |      |
| Tabernakel          | Holz, farbig gefasst, 17. Jahrhundert                            | in der Kirche St-Pierre (Lage) | PM21003366    | Inscrit      | 1972  |      |
| Skulptur Petrus (2) | Stein, farbig gefasst, 17. Jahrhundert                           | in der Kirche St-Pierre (Lage) | PM21003367    | Inscrit      | 1972  |      |